# Dimorphanthera pulchra
Dimorphanthera pulchra är en ljungväxtart som beskrevs av J. J. Smith. Dimorphanthera pulchra ingår i släktet Dimorphanthera och familjen ljungväxter. Inga underarter finns listade i Catalogue of Life.